# Реалмонте
Реалмо̀нте (на италиански: Realmonte; на сицилиански: Muntiriali, Мунтириали) е малко градче и община в Южна Италия, провинция Агридженто, автономен регион и остров Сицилия. Разположено е на 144 m надморска височина. Населението на общината е 4583 души (към 2010 г.).